# Weißkeißel
Weißkeißel (alt sòrab: Wuskidź) és un municipi alemany que pertany a l'estat de Saxònia. Està a uns 5 km de la ciutat de Weißwasser. Limita al nord amb Krauschwitz, al sud amb Rietschen i al sud-oest amb Boxberg/O.L.. Aplega els llogarets de Haide (Hola), Kaupen (Kupelń) i Bresina (Březina).